# Papeterie Brachard
Pour les articles homonymes, voir Brachard.

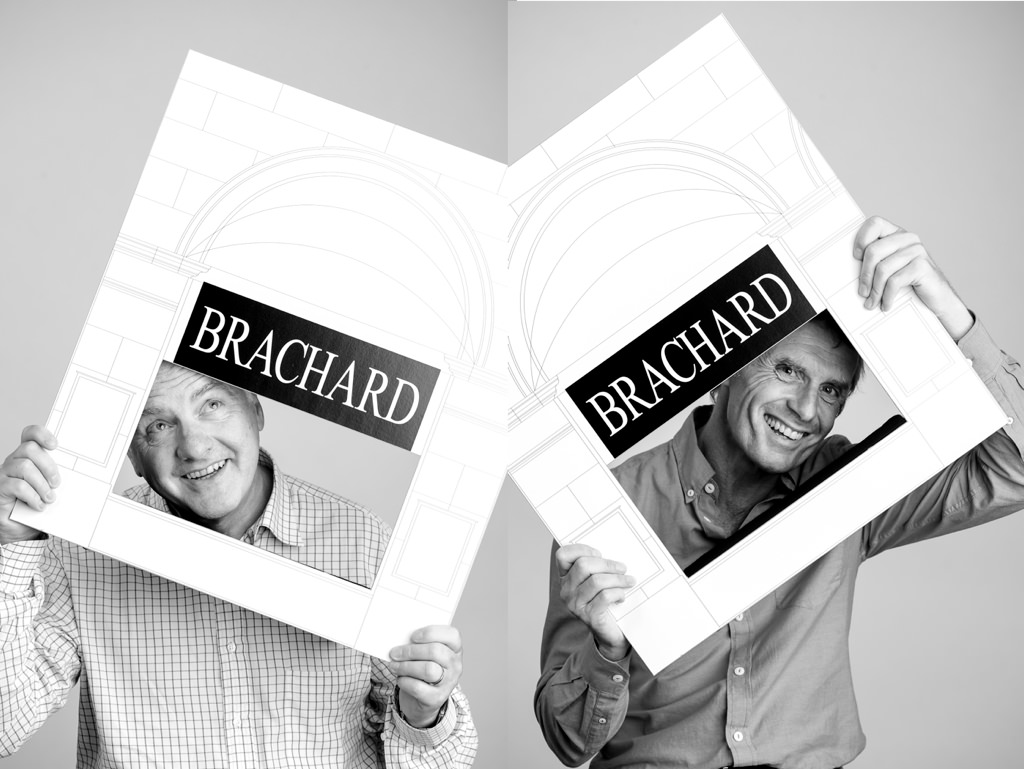
Jean-Marc Brachard et Pascal Vuarnier

La papeterie Brachard est un magasin installé à Genève depuis 1839. Il est dirigé par Jean-Marc Brachard et Pascal Vuarnier depuis 1976.

## Historique
Descendant d'une famille de sculpteurs à la Manufacture de Sèvres, Nicolas Brachard ouvre en 1839 un atelier de reliure et d'encadrements à Genève dans la Vieille Ville. On y trouve du matériel pour artistes, des objets d'arts, ainsi que du papier et du matériel pour écrire. Après la démolition de ses fortifications, Genève s'agrandit et Brachard s'installe dans la rue de la Corraterie en 1875. Eugène Brachard succède à son père et développe les activités artistiques. Ferdinand Hodler et Barthélemy Menn sont des clients assidus. 
Avec Maurice Brachard, dès 1916, l'enseigne devient une boutique de « luxe »[réf. souhaitée] : Lalique, Orefors, Rosenthal, Daum, Gallé, Montblanc et Caran d'Ache sont les marques les plus vendues. La crise de 1929 met à mal la stabilité financière de l'entreprise, mais la famille Brachard fournit une aide[réf. souhaitée]. 
En 1936, Charles Brachard prend la direction du magasin. 

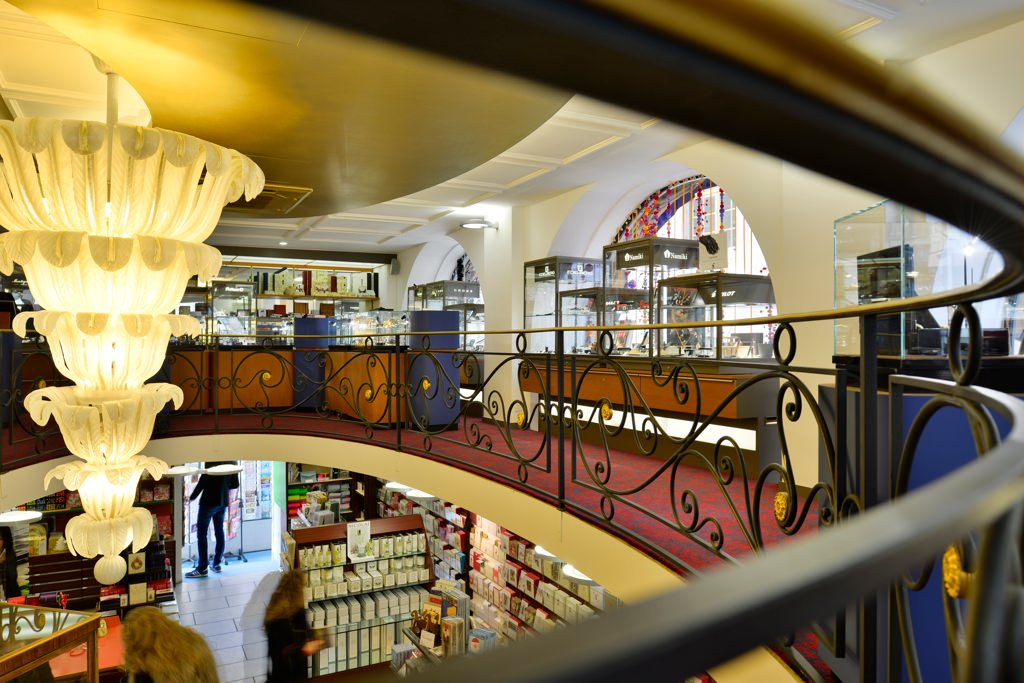
Intérieur à l'italienne de la papeterie Brachard

Pendant la guerre, les importations n'étant plus possibles, Le magasin devient une papeterie et se met à vendre des fournitures de bureau. Charles Brachard ajoute aussi un étage où s'installe une maroquinerie, qui sera développée par sa femme Denise Brachard.

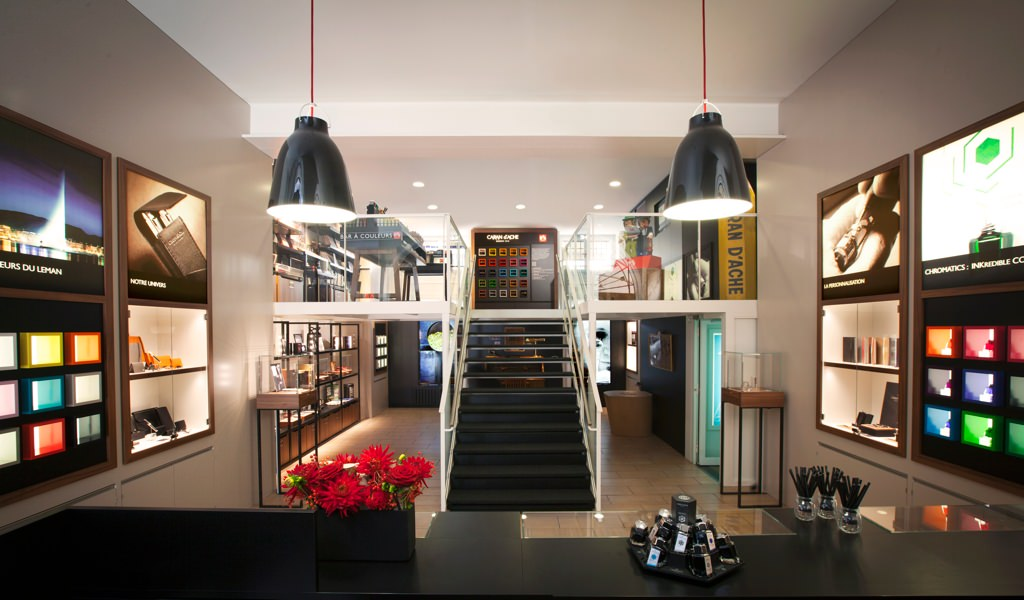
Caran d'Ache chez Brachard

En 2013, Caran d'Ache et la papeterie créent un espace consacré à la marque.